# Merlin Entertainments
La Merlin Entertainments è un'azienda britannica con sede a Poole, nella contea del Dorset, specializzata in parchi di divertimento e turismo. Gestisce 127 attrazioni, 19 hotel e 7 villaggi vacanze in 27 paesi, rappresentando la maggior società del settore a livello europeo e la seconda a livello mondiale dopo la Disney.
In Italia l'azienda controlla il parco Gardaland.
Era quotata alla Borsa di Londra fino a novembre 2019 come componente dell'indice FTSE 250.

## Storia
Nel dicembre 1998, Nick Varney e tutto il management della Vardon Attractions completarono un management buyout della compagnia per formare la Merlin Entertainments Group Ltd. Nel 2004 la compagnia fu incorporata dal Blackstone Group.
Nel marzo 2007 Merlin Entertainments acquistò il The Tussauds Group per un miliardo di sterline. Merlin Entertainments e Tussauds nel corso del 2006 avevano attirato 30 milioni di visitatori e dato lavoro ad oltre 13.000 persone. Dopo l'acquisizione la società Dubai International Capital (ramo degli investimenti internazionali di Dubai Holding) entrò in società con il 20% della Merlin Entertainment. L'acquisizione fu completata il 22 maggio 2007 e il The Tussauds Group come entità indipendente cessò di esistere e il controllo tra gli altri dei Madame Tussauds, del London Eye, Chessington World of Adventures, Alton Towers e Thorpe Park passò alla Merlin. Nel 2006 il gruppo Merlin acquista il famoso parco Italiano Gardaland, all'epoca formato solo dal parco in sé e dall'hotel. In pochi anni il parco ebbe una grande spinta che lo portò ad essere ribattezzato come vero e proprio resort con l'aggiunta del "Gardaland Sea-Life" e del "Gardaland Waterpark".
Nel 2010 la struttura della proprietà di Merlin è di KIRKBI (36%), Blackstone Group (34%) e CVC Capital Partners (28%). Il rimanente 2% viene mantenuto dal management di Merlin.
A fine 2013 i tre principali azionisti, che detengono il 98% di Merlin, hanno deciso di vendere una percentuale delle proprie azioni per far fronte all'indebitamento. Ora l'attuale composizione è KIRKBI (29,9%), Blackstone Group (22,6%) e CVC Capital Partners (13,1%) per un totale del 65,6%, mentre il restante 34,4% è diviso tra tanti piccoli azionisti.
Il 13 giugno 2014 Blackstone Group e CVC Capital Partners hanno venduto 100 milioni di azioni corrispondenti a 450 milioni di euro. Il nuovo assetto societario è il seguente KIRKBI (29,89%), Blackstone Group (9,35%) e CVC Capital Partners (5,50%); infine Blackrock Investment Management detiene 6,47% delle azioni non dirette come gli altri azionisti ma indirette.
Il 4 marzo 2015 Blackstone Group e CVC Capital Partners sono usciti definitivamente dal gruppo Merlin dopo aver venduto le loro restanti azioni per un valore complessivo di circa 650 milioni. Il nuovo assetto societario con i primi tre proprietari è il seguente KIRKBI (29,89%), Blackrock Investment Management (8.39%), GIC Pte Ltd (4.97%). Il 2 giugno due treni dell'attrazione The Smiler presso Alton Tower, uno dei quali pieno di 16 persone, si sono scontrati causando 4 feriti gravi. Melin ha chiuso le indagini comunicando che l'errore è avvenuto a causa di un errore umano dovuto alla mala gestione delle misure di sicurezza dell'attrazione; il dipendente che lo ha causato è stato licenziato.
Nel giugno 2019 le tre società KIRKBI Blackstone Group e il fondo canadese Cppib hanno lanciato un'OPA per l'acquisto dell'intera azienda. La famiglia dei Lego aumenterà il proprio capitale al 50% della società mentre le altre due società si divideranno il resto. Successivamente la società Merlin uscirà definitivamente dalla borsa londinese.

## Proprietà

### Parchi di divertimento gestiti direttamente
- Gardaland (90,00%), in Italia
- Alton Towers, nel Regno Unito
- Chessington World of Adventures, nel Regno Unito
- Thorpe Park, nel Regno Unito
- Heide Park, in Germania
- The Blackpool Tower, nel Regno Unito

### Altre strutture
- London Eye, a Londra
- Earth Explorer, in Belgio
- Pepsi Globe, nel New Jersey
- Castello di Warwick, nel Warwickshire

### Catene controllate
- The Dungeon, con sedi nel Regno Unito, Germania e Paesi Bassi
- Sea Life, con 51 sedi sparse nel mondo.
- Legoland, (70,00%) con tre sedi europee ed una statunitense
- Madame Tussauds, musei delle cere sparsi in tutto il mondo
- Seal Sanctuaries, nel Regno Unito